# ديفيد رايس
ديفيد رايس (8 أبريل 1914 في المملكة المتحدة - 13 سبتمبر 1997 في المملكة المتحدة) (بالإنجليزية: David Rice)‏ هو لاعب كريكت بريطاني (وحمل سابقاً جنسية المملكة المتحدة لبريطانيا العظمى وأيرلندا). لعب مع Norfolk County Cricket Club ‏.

## وصلات خارجية
- ديفيد رايس على موقع إي آس بي آن كريك إنفو (الإنجليزية)